# Consthum
Consthum är en by och var tidigare en kommun i Luxemburg.   Den låg i kantonen Clervaux och distriktet Diekirch, i den norra delen av landet, 40 kilometer norr om huvudstaden Luxemburg. 
Detta område ingår sedan 1 januari 2012 i kommunen Parc Hosingen. 

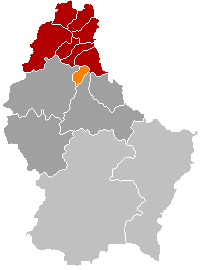
Consthum markerad med orange i karta över Luxemburg